# Pseudomugilidae
Pseudomugilidae är en familj av fiskar. Pseudomugilidae ingår i ordningen silversidartade fiskar, klassen strålfeniga fiskar, fylumet ryggsträngsdjur och riket djur. Enligt Catalogue of Life omfattar familjen Pseudomugilidae 18 arter.
Kladogram enligt Catalogue of Life:
| Pseudomugilidae | \| \| Kiunga \| \| \| \| \| \| Pseudomugil \| \| \| \| \| \| Scaturiginichthys \| \| \| \| |
|                 | \| \| Kiunga \| \| \| \| \| \| Pseudomugil \| \| \| \| \| \| Scaturiginichthys \| \| \| \| |
|                 | silversidefiskar                                                                           |
|                 |                                                                                            |
|                 | Atherinopsidae                                                                             |
|                 |                                                                                            |
|                 | Bedotiidae                                                                                 |
|                 |                                                                                            |
|                 | Dentatherinidae                                                                            |
|                 |                                                                                            |
|                 | Melanotaeniidae                                                                            |
|                 |                                                                                            |
|                 | Notocheiridae                                                                              |
|                 |                                                                                            |
|                 | Phallostethidae                                                                            |
|                 |                                                                                            |
|                 | Telmatherinidae                                                                            |
|                 |                                                                                            |
|                 | Kiunga                                                                                     |
|                 |                                                                                            |
|                 | Pseudomugil                                                                                |
|                 |                                                                                            |
|                 | Scaturiginichthys                                                                          |
|                 |                                                                                            |

|  | Kiunga            |
|  |                   |
|  | Pseudomugil       |
|  |                   |
|  | Scaturiginichthys |
|  |                   |